# Krimkriget
Krimkriget var en väpnad konflikt som utkämpades från 28 mars 1853 till februari 1856 mellan Kejsardömet Ryssland på ena sidan och en allians av Storbritannien, Frankrike, Kungariket Sardinien och Osmanska riket på den andra. De mest kända skeendena utspelades på Krimhalvön i Svarta havet.

## Bakgrund
Det hade sedan länge varit en rysk avsikt att erövra Konstantinopel, och nu var det dessutom viktigt att kontrollera öppningen till Svarta havet för att där kunna exportera varor från Kaukasus och Ukraina. Efter Kungariket Greklands frigörelse från osmanerna var riket på väg att falla sönder, och tsar Nikolaj I träffade därför Storbritannien och Frankrike och föreslog att de skulle dela upp det svaga Osmanska riket mellan sig, men västmakterna sade nej till detta.
Under 1840-talet uttryckte Henry Temple och andra brittiska ledare en oro över ryska expansionsdrömmar mot Indien och Afghanistan och de sökte efter en orsak att försvaga detta hot. På 1850-talet fann de ett svepskäl i att skydda katolska heliga platser i Palestina. De fördrag som förhandlats fram under 1700-talet gav fransmännen i uppdrag att beskydda de romerska katolikerna i Osmanska riket, medan Ryssland var beskyddare för de ortodoxa kristna. Under flera år stred katolska och ortodoxa munkar om innehavet av Födelsekyrkan i Betlehem och Uppståndelsekyrkan i Jerusalem. Under det tidiga 1850-talet ställde båda sidor krav som inte kunde lösas till båda parters nöjdhet av sultanen. År 1853 beslöt då den osmanske sultanen till fransmännens fördel trots de lidelsefulla protesterna från de lokala ortodoxa munkarna.
I januari 1853 lade ryske tsaren i London fram ett förslag på delning av sina intressesfärer, där Egypten och Kreta skulle upprättas som brittiska skyddsstater, medan Serbien och Bulgarien skulle utropas som ryska. Storbritannien avvisade förslaget och anslöt sig till Frankrike och sände krigsfartyg till de osmanska farvattnen.
Tsaren av Ryssland, Nikolaj I, sände en diplomat, furst Mensjikov, på ett specialuppdrag till Höga porten, den osmanska regeringen. Genom tidigare avtal var sultanen Abd-ul-Mejid I bunden att "beskydda den kristna religionen och dess kyrkor" men Mensjikov försökte att förhandla fram ett nytt avtal där Ryssland skulle få rätt att ingripa närhelst sultanatets beskydd visade sig otillräckligt. Vid samma tidpunkt sände den brittiska premiärministern Aberdeen sin man lord Stratford, som när han anlände till Istanbul, fick reda på Mensjikovs krav. Genom skicklig diplomati övertalade lord Stratford sultanen att förkasta avtalet som äventyrade den turkiska självständigheten. Benjamin Disraeli beskyllde Aberdeen och Stratford för att ha gjort ett krig oundvikligt, och därmed startade den process där Aberdeen var tvungen att begära avsked för sin roll i krigsutbrottet. Kort därefter fick han höra om Mensjikovs diplomatiska misslyckande.

## Krigsförloppet

### Inledande fas
Genom att använda de misslyckade förhandlingarna med sultanen för att lösa frågan om de heliga platserna som ett svepskäl lät tsaren i oktober 1853 sina arméer marschera in i Moldavien och Valakiet  (dessa två stater var osmanska furstendömen där Ryssland verkade som särskild beskyddare för den ortodoxa kyrkan). Tsar Nikolaj trodde inte att de europeiska staterna skulle protestera vare sig länge eller intensivt mot det ryska övertagandet av ett fåtal närliggande osmanska provinser, speciellt eftersom Ryssland hade ingripit i krossandet av 1848 års europeiska revolutioner. 4 oktober förklarade Osmanska riket krig mot Ryssland.
Då tsaren sände sina trupper till Moldavien och Valakiet ("Donaufurstendömena"), sände Storbritannien en flotta till Dardanellerna för att beskydda Osmanska riket. Något senare anlände även en fransk flotta som anslöt sig till britterna. De europeiska staterna hoppades dock vid denna tidpunkt på en diplomatisk kompromiss. Representanterna för de fyra neutrala stormakterna – Storbritannien, Frankrike, Österrike och Preussen – möttes i Wien där de skrev ett förslag till ett avtal som de hoppades skulle vara acceptabelt för både Ryssland och Osmanska riket. Avtalstexten godkändes av Nikolaj I men avfärdades av Abd-ul-Mejid I, som tyckte att svagheter i ordvalet i dokumentet gjorde det öppet för många olika tolkningar. Storbritannien, Frankrike och Österrike enades då om att föreslå ändringar för att göra sultanen nöjd, men deras förslag ignorerades av det ryska hovet i S:t Petersburg. Storbritannien och Frankrike beslöt då att inte fortsätta medlingen, men Österrike och Preussen tyckte inte att förkastandet av de föreslagna ändringarna var skäl nog för att avbryta den diplomatiska processen. Sultanen fortsatte krigsaktionerna. Hans arméer anföll den ryska armén nära Donau. Tsar Nikolaj svarade med att sända ut krigsskepp som förstörde hela den osmanska flottan vid Sinop den 30 november 1853. I och med denna seger möjliggjordes ostörda ryska leveranser av förnödenheter och landsättningar av förstärkningar på den turkiska kusten. Krossandet av den turkiska flottan och det ryska expansionshotet oroade dock både Storbritannien och Frankrike, som nu aktivt gick över till att försvara Osmanska riket. 3 januari 1854 seglade den fransk-brittiska flottan in i Svarta havet. Ryssland svarade med att bryta de diplomatiska förbindelserna med Frankrike och Storbritannien. Efter att Ryssland ignorerat ett brittiskt-franskt ultimatum att dra sig tillbaka från Donaufurstendömena förklarade Storbritannien och Frankrike 27 och 29 mars krig mot Ryssland.

### Fredsförsök
Tsar Nikolaj antog att Österrike skulle ta ryskt parti som tack för stödet under 1848 års revolution, eller att de åtminstone skulle förhålla sig neutrala. Österrike kände sig dock hotat av de ryska styrkorna i de närbelägna Donaufurstendömena. När Storbritannien och Frankrike krävde ett tillbakadragande av ryska styrkor från furstendömena, stöddes detta beslut av Österrike; och trots att landet inte omedelbart förklarade krig mot Ryssland vägrade det ge garantier för sin neutralitet. När Österrike utfärdade ett nytt krav, sommaren 1854, att de ryska styrkorna skulle dras tillbaka, gjorde ryssarna detta av fruktan för att Österrike skulle gå med i kriget, och i slutet av augusti var furstendömena utrymda. De besattes av en österrikisk kår enligt en i juni 1854 mellan de allierade träffad överenskommelse.
Trots att de ursprungliga orsakerna för kriget försvann i och med det ryska tillbakadragandet från Donaufurstendömena avbröt inte Storbritannien och Frankrike fientligheterna. De beslutsamma allierade ville få ett slut på östfrågan genom att eliminera det ryska hotet mot Osmanska riket. De lade fram flera olika villkor för att upphöra med fientligheterna, däribland:
1. Ryssland skulle avstå från sitt protektorat över Donaufurstendömena;
2. Ryssland skulle överge alla krav som gav dem rätt att ingripa i osmanska angelägenheter på den ortodoxa kyrkans vägnar;
3. Sundkonventionen av år 1841 skulle revideras;
4. alla nationer skulle ges fri lejd till floden Donau.

När tsaren vägrade att gå med på de "fyra punkterna" inleddes Krimkriget.

### Sevastopols belägring

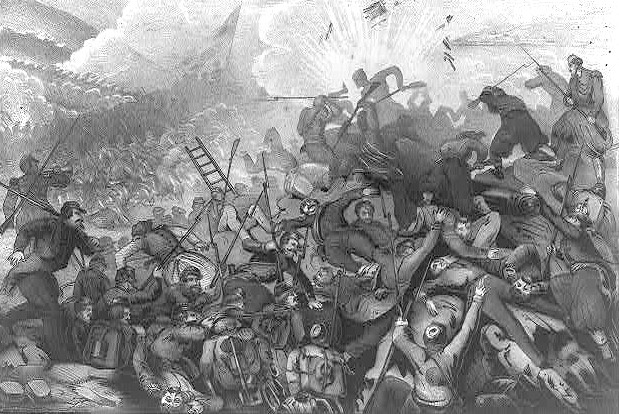
Franska zuaver och ryska soldater i handgemäng vid Malachov Kurgan.

Karta från 1854 över Krimhalvön med infälld detaljkarta av Sevastapol.

I september landsteg allierade styrkor på Krimhalvön, trots att den omedelbara krigsorsaken, det vill säga styrkorna i Moldavien och Valakiet, drogs tillbaka. De ryska stridskrafterna på Krim utgjordes av en trupp på 50 000 man under befäl av Aleksandr Sergejevitj Mensjikov. Med 35 000 av dessa tillgängliga försökte han spärra de förbundnas framryckning över floden Alma 19–20/9, men tvingades retirera mot Sevastopol. De allierade avstod från att försöka storma fästningen, och inledde istället en belägring av staden.
Belägringen kom att bli tidsödande då man tvingades ständigt avvärja anfall av Mensjikovs fältarmé, som befann sig utanför staden. Sådana anfall utlöstes 25 oktober i slaget vid Balaklava och 5 november i slaget vid Inkerman, som visserligen ledde till att ryssarna tvingades dra sig tillbaka men samtidigt försvagade de förbundnas ställning och förhindrade framsteg i belägringen. Trots förstärkningar gjorde de förbundna under våren och sommaren 1855 inga betydande framsteg. Försvararna lyckades under ledning av kommendanten Demetrius von der Osten-Sacken och ingenjöröversten Eduard Ivanovitj Totleben hela tiden hålla norra sidan öppen och därigenom även förbindelsen med den undan för undan förstärkta ryska fältarmén, där Mensjikov 1855 ersatts av Michail Gortjakov som befälhavare.
Sjukdomar härjade på bägge sidor, bland annat kolera. Sedan de allierades styrka förstärkts till 175 000 man – ryssarnas uppgick då till 150 000 – och ett ryskt anfall i mitten av augusti framgångsrikt slagits tillbaka, gick de allierade i september till avgörande anfall. Stormningen, som utfördes 8 september, blev tillbakaslagen på alla punkter utom vid det så kallade Malakovtornet, där den franske generalen Patrice de Mac-Mahon lyckades sätta sig fast, vilket ledde till att ryssarna på kvällen samma dag utrymde hela fästningen.
Ryssarna tvingades borra sina fartyg i sank och nyttjade sjöartilleriet som förstärkning till landartilleriet, samt sjömännen som marinsoldater. Under krigets gång förlorade ryssarna fyra 110- eller 120-kanons tredäckare, tolv 84-kanoners tvådäckare och fyra 60-kanoners fregatter i Svarta havet, plus ett stort antal mindre fartyg. Amiral Nachimov skadades dödligt i huvudet av en krypskytt och dog den 30 juni 1855.
Samma år belägrade och ockuperade ryssarna den turkiska fästningen Kars, som föll i november.

### Azovkampanjen och belägringen av Taganrog
Våren 1855 beslöt de allierades ledare att sända en expeditionsstyrka in i Azovska sjön för att störa de ryska kommunikationerna och underhållslinjerna till det belägrade Sevastopol. Den 12 maj 1855 trängde brittisk-franska örlogsfartyg in i Kertjsundet och förstörde kustbatteriet vid Kamisjovajabukten. Den 21 maj 1855 anföll kanonbåtarna och de beväpnade ångfartygen i Taganrogs hamn som var det viktigaste navet i området på grund av dess närhet till Rostov-na-Donu och de rikliga lager av förnödenheter, speciellt bröd, vete, korn och råg, som hade samlats i staden efter exportstoppet som uppstod efter Krimkrigets utbrott.
Guvernören av Taganrog, Georgij Tolstoj, och generallöjtnanten Ivan Krasnov vägrade att åtlyda de allierades ultimatum och svarade: Ryssarna ger aldrig upp sina städer. Den engelsk-franska skvadronen påbörjade ett 6 ½ timmar långt bombardemang av Taganrog och landsatte 300 man nära den Gamla trappan i centrala Taganrog. Dessa blev dock slagna tillbaka av Donkosacker och frivilliga.
I juli 1855 försökte en allierad skvadron ta sig förbi Taganrog till Rostov-na-Donu, längs Donfloden via Miusfloden. Den 12 juli 1855 gick kanonbåten HMS Jasper på grund nära Taganrog, eftersom en lokal fiskare hade flyttat navigeringsbojarna i de grunda vattnen. Kosackerna erövrade kanonbåten med alla dess kanoner och sprängde den i bitar. Ett tredje belägringsförsök gjordes den 19–31 augusti 1855, men då hade staden befästs och skvadronen kunde inte närma sig för att landsätta trupperna. Den allierade flottan lämnade Taganrogviken den 2 september men fortsatte utföra mindre militäroperationer längs Azovska sjöns kuster fram tills den sena hösten 1855.

### Kriget når Östersjön

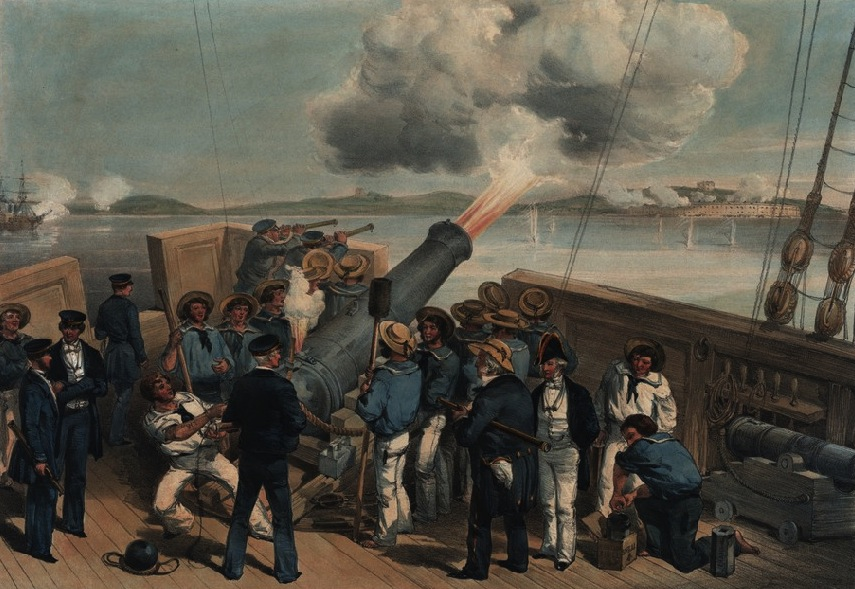
Bombardemanget av Bomarsunds fästning under Krimkriget.

Östersjön är ett mindre känt slagfält i Krimkriget. Populariseringen av de övriga händelserna har förpassat detta slagfälts betydelse till skuggan, trots dess närhet till den ryska huvudstaden Sankt Petersburg. Redan från början kom Östersjökampanjen in i ett dödläge. Den numerärt underlägsna ryska Östersjöflottan begränsade sina rörelser till områden nära egna befästningar. De brittiska och franska befälhavarna Charles Napier och Parseval-Deschènes ansåg att de ryska kustbefästningarna (speciellt fästningen vid Kronstadt) var för väl försvarade för att de skulle kunna anfalla dem trots att de hade samlat ihop den största flottan sedan Napoleonkrigen. De begränsade därmed sina aktioner till att blockera handelsvägarna och att utföra räder mot mindre försvarade ställen längs den finländska kusten.
Redan innan stridigheterna i Krimkriget inleddes hade Sverige och Danmark enats om att avge likalydande neutralitetsdeklarationer. De skulle alltså avhålla sig från varje slags ingripande till någondera partens förmån. Såväl krigs- som handelsfartyg tillhörande de stridande skulle få inlöpa i de skandinaviska hamnar som inte var krigshamnar samt där förse sig med alla slags förnödenheter utom krigskontraband. Neutralitetsdeklarationen godkändes av både Storbritannien och Frankrike men endast motsträvigt av Ryssland. Nikolaus ansåg nämligen, att bestämmelsen om allmänt tillträde för alla krigförande till skandinaviska hamnar innebar en avgjord fördel för Storbritannien och Frankrike men däremot ingen nämnvärd sådan för Ryssland, som ju hade egna hamnar vid Östersjön.
Trots Sveriges och Rysslands livliga protester begagnade västmakterna bland annat Fårösund som hjälpbas i Östersjön, utan att Sverige ingrep mot övermakten. Under kriget anlöptes denna hamn av inte mindre än 200 örlogsfartyg och 168 kolångare och 70 andra fartyg.
Ryssland var beroende av import, både för sin inhemska ekonomi och för att underhålla sina militära styrkor. Blockaden förorsakade därmed stor skada för den ryska ekonomin. Under räder förstörde de allierade brittiska och franska flottorna fortifikationer och fort längs kusten i storfurstendömet Finland, däribland Bomarsunds fästning på Åland. Andra anfall lyckades mindre bra, däribland de dåligt förberedda försöken att ta Hangö, Ekenäs, Gamlakarleby och Åbo. Alla dessa försök slogs tillbaka. I Gamlakarlebys fall erövrades även en av de engelska båtarna. Denna finns idag att beskåda i stadsmuseet i Karleby.
Förklaringen till detta ganska tarvliga resultat av en så stor och kostsam expedition låg i att de djupgående linjeskeppen inte kunde uträtta någonting i den finska och ryska skärgården utan hjälp av grundgående fartyg – och dem hade man räknat på att Sverige skulle ha tillhandahållit. Ett av expeditionens huvudsyften var kanske också mindre militärt än politiskt, nämligen att förmå Sverige till aktivt deltagande genom att kompromettera landet. Detta bestyrkes bland annat av att när den franske krigsministern via telegraf förfrågade sig hos kejsar Napoleon vad som skulle göras med Åland och Bomarsund, fick han till svar: "Det gäller att kompromettera Sverige", eller med andra ord att förmå Oscar I att besätta Åland. Det kom också från både brittiskt och franskt håll ideliga påstötningar i denna riktning och förfrågningar, på vilka villkor kung Oscar ville vara med om detta.
Oscar I var emellertid en försiktig diplomat, som ställde sina villkor. Han underströk att Sverige endast under vissa förutsättningar skulle kunna överväga att uppge sin neutralitet och samverka med de allierades flottor och trupper. Dessa förutsättningar vore bland annat att de allierade sände ansenliga stridskrafter till Östersjön och gav Sverige tillräckliga subsidier, samt slutligen att Sverige tillförsäkrades att återfå Finland. Napoleon lyckades dock få Oscars I:s kallblodighet att svika honom, och den svenske kungen föll undan för en tillfällig aktivistisk folkopinion som hade en inflytelserik förespråkare i kronprins Karl. Han gick med på novembertraktaten 1855. Sverige-Norge förband sig nu att inte avstå någon del av sitt område till Ryssland och fick till gengäld löfte om de båda västmakternas hjälp att motstå ryska anspråk på svenskt-norskt område. Därmed hade Oscar I till hälften brutit med Ryssland.
Nedbränningen av lagerbyggnader för tjära och fartyg i Uleåborg och Brahestad ledde till internationella protester och i Storbritannien krävde en herr Gibson, i underhuset, att marinministern skulle förklara ett system som utkämpade ett stort krig genom att plundra och förstöra egendom som tillhörde försvarslösa bybor. De allierades flottor lämnade Östersjön när hösten gjorde sitt intåg och de förflyttade sig mot Vita havet där de bombarderade Kola och Solovetskijöarna. Deras försök att storma Archangelsk fick dock avbrytas, liksom belägringen av Petropavlovsk-Kamtjatskij.
År 1855 försökte den allierade baltiska flottan förstöra de tungt försvarade skeppsdockorna vid Sveaborg. Mer än 1 000 allierade kanoner satte sjöfortets styrka på prov under två dagar. Trots beskjutningen försvarade sjömännen på 120-kanonersfartyget Ryssland under ledning av kapten Viktor Poplonskij inloppet till hamnen. De allierade avfyrade över 20 000 skott mot fästningen men kunde inte besegra de ryska batterierna. En massiv flotta om mer än 350 kanonbåtar och mörsarbåtar förbereddes men kriget tog slut innan de kunde sättas in.
En bidragande orsak till det framgångsrika ryska försvaret kan tillskrivas den nyligen uppfunna blockad-minan. Den moderna sjömineringen sägs härstamma från Krimkriget: 
"Torpedminor, om jag får använda detta namn som Fulton gav dessa självagerande undervattensminor, fanns bland de nymodigheter som ryssarna använde vid försvaret av Kronstadt och Sevastopol", sade en amerikansk officer år 1860.

### Slutfasen och freden
De allierade fick förstärkning i januari 1855 av Piemonte-Sardinien, som ville få stöd hos Frankrike och Storbritannien för sin expansionspolitik i norra Italien (Cavour föreslog att Piemonte-Sardinien skulle få Parma och Modena, vars härskare i gengäld skulle ges Moldau respektive Valakiet, något som dock avslogs). I mars samma år dog tsar Nikolaj och efterträddes av Alexander II som var mer oerfaren och fredsinriktad. I september föll Sevastopol (och därmed praktiskt taget hela Krim) och även Österrike och Sverige beredde sig på krig för att ta tillbaka tidigare förlorade provinser. Den armeniska fästningen Kars föll i november. Med bakgrund av dessa händelser, samt det faktum att Frankrike såg möjligheten att genom att besegra Ryssland även lyckas vinna Polens självständighet, blev tsaren mån om en snabb fred. 
Fredsförhandlingar påbörjades år 1856 och resulterade i Parisfreden den 30 mars samt Parisdeklarationen den 16 april. Fredsfördraget följde till stor del den tidigare föreslagna "fyrpunktsplanen"; mest anmärkningsvärt var att Rysslands specialprivilegier i förhållande till Donaufurstendömena överfördes till stormakterna som en grupp. Därtill utestängdes krigsskepp av alla nationaliteter från Svarta havet. Havet hade en gång varit hem för den ryska flottan (som nu hade förstörts under krigets gång). Därtill kom tsaren och sultanen överens om att inte konstruera några militära arsenaler längs kusten. Svartahavsklausulerna kom att storligen missgynna Ryssland eftersom de kraftigt minskade det hot som dess flotta utgjorde för osmanerna. Därtill förband sig alla stormakter att respektera Osmanska rikets självständighet och territoriella integritet. Genom en särskild konvention (Ålandsservitutet) förklarades Åland som en demilitariserad zon. Denna konvention utgör än idag till grunden för Ålands demilitarisering.

## Förluster
|                                | Befolkning 1853. | Armé      | Stupade | Sårade | Döda av sina sår | Döda genom sjukdomar | Döda av andra orsaker |
| ------------------------------ | ---------------- | --------- | ------- | ------ | ---------------- | -------------------- | --------------------- |
| Storbritannien (utan kolonier) | 21 350 000       | 97 864    | 2 755   | 18 253 | 1 847            | 17 225               | 775                   |
| Frankrike (utan kolonier)      | 36 070 000       | 309 268   | 10 240  | 39 818 | 11 750           | 75 375               |                       |
| Sardinien                      | 4 350 000        | 21 000    | 12      | 167    | 16               | 2166                 |                       |
| Osmanska riket                 | 35 000 000       | 165 000   | 10 000  |        | 10 800           | 24 500               |                       |
| Summa                          | 96 770 000       | 593 132   | 23 007  | ?      | 24 413           | 119 266              |                       |
| Ryssland                       | 71 775 200       | 1 397 178 | 24 731  | 81 247 | 15 971           | 88 775               | 13 225                |
| Totalt                         | 168 545 200      | 1 990 310 | 47 738  |        | 40 384           | 208 041              |                       |

## Följder
Krimkriget förorsakade en massutvandring av krimtatarer bosatta på Krimhalvön. De flyttade mot landområden som kontrollerades av osmanerna, och detta i sin tur ledde till att halvön i stort sett avfolkades.
Det var i Krimkriget tidskoordinerade attacker för första gången kom till användning, och det var också en drivkraft att starta Europas första väderinstitut. Hela sjuksköterskeprofessionen revolutionerades genom kriget – startskottet till denna revolution bidrog sjuksköterskan Florence Nightingale med.
Parisfördraget stod sig till 1871, när Frankrike krossades av Preussen i det fransk-tyska kriget. Medan Preussen och flera andra tyska stater förenades för att bilda det kraftfulla Tyska riket, tvingades kejsaren av Frankrike, Napoleon III, bort från makten och den tredje franska republiken bildades. Under hans kejsarskap (som började 1852) hade den engelskvänlige Napoleon III motsatt sig Ryssland i östfrågan. Rysslands inblandning i Osmanska riket hotade dock inte franska intressen på något betydande sätt. Därför övergav Frankrike sitt motstånd mot Ryssland efter att republiken hade bildats. Uppmuntrade av det franska beslutet och stödda av den tyske ministern Otto von Bismarck förkastade Ryssland Svartahavsklausulerna i fördraget som hade överenskommits år 1856. Eftersom Storbritannien självt inte kunde efterhålla klausulerna kunde Ryssland än en gång skapa sig en flotta i Svarta havet.
I Östersjön kom Sverige så småningom att bygga Fårösunds fästning för att hindra nyttjande i strid med den svenska neutraliteten.

## Från osmansk synvinkel
Krimkriget var ett av många krig som utkämpades mellan Osmanska riket och Ryssland. Som så många senare konflikter med stater i Europa initierades denna konflikt inte av osmanerna själva utan av andra europeiska stater. Ryssland var primärt intresserat av territorier. Under 1600- och 1700-talen hade Ryssland annekterat angränsande muslimska stater i Centralasien. År 1854 hade Ryssland nått fram till Svarta havet och sökte vinna ytterligare inflytande genom att påverka osmanska riket som var på nedåtgående. I bakgrunden fanns religiösa spänningar gällande vilka kristna grupper som skulle ha rätt att besöka viktiga platser i det heliga landet, som låg inom osmanska rikets gränser. Frankrike stöttade katolikerna och Ryssland de ortodoxa kristna som bodde i osmanska riket. I samband med att osmanerna ignorerade ryska krav på tillgång till heliga landet så gick Nikolaj I in och ockuperade Moldova och Valakiet i vad som nu är Rumänien.
Kriget kom att bli ett europeiskt krig där Storbritannien och Frankrike allierade sig med osmanerna för att skydda sina lukrativa handelsintressen i regionen. Kriget slutade dåligt för Ryssland och Parisfreden 1856 var inte gynnsam för dem. I historieböckerna presenteras Krimkriget helt ur ett europeiskt perspektiv eftersom fler europeiska makter var villiga att omstörta den gamla ordningen än att behålla den. Kriget hade naturligtvis viktiga konsekvenser för Osmanska riket. Krimkriget inledde en nedgång i den osmanska moralen och ledde till att en känsla av hjälplöshet spred sig. Stormakterna och andra icke-osmanska européer såg inte längre osmanerna som en jämbördig styrka att räkna med, utan som ett verktyg att användas för större nationella ändamål.

## Krigets karaktär

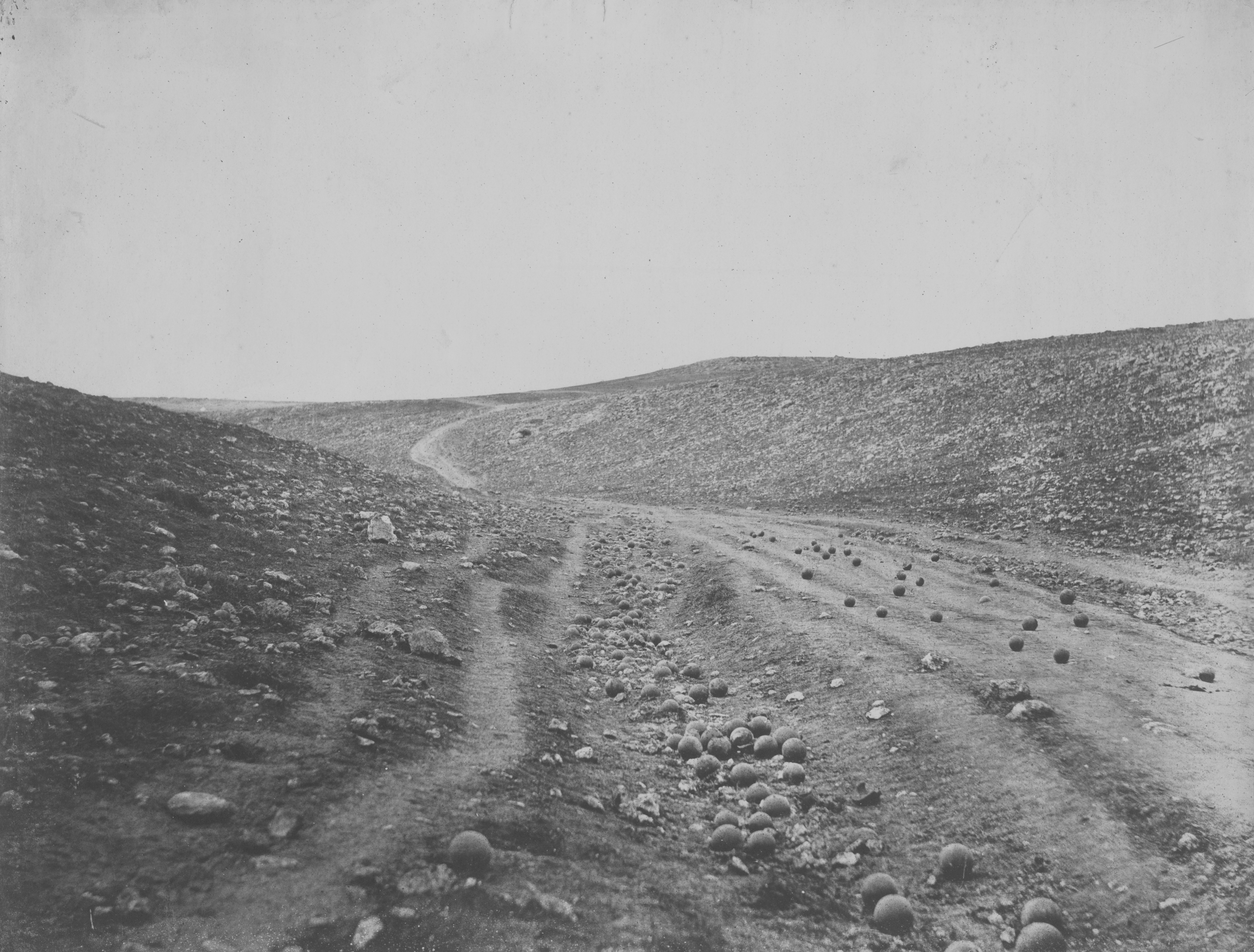
Platsen för lätta brigadens anfall, fotograferad 1855 av Roger Fenton.

Kriget kom att bli ökänt för dess militära och logistiska inkompetens, främst hos de brittiska styrkorna, som symboliserades av den lätta brigadens anfall som odödliggjordes i Tennysons dikt. Kolera försvårade de franska förberedelserna för belägringen av Sevastopol och en våldsam storm natten den 14 november 1854 gjorde att nästan 30 fartyg förstördes tillsammans med sin värdefulla last av medicin, mat, kläder och övriga nödvändigheter. Den skandalösa behandlingen av skadade brittiska soldater under den stränga vinter som följde rapporterades av tidningskorrespondenterna och kom att leda till att Florence Nightingale sökte sig dit och att moderna vårdmetoder introducerades. 
Krimkriget introducerade också den första taktiska användningen av järnvägar och andra moderna uppfinningar såsom telegrafen. Krimkriget sägs även vara det första moderna kriget, eftersom de krigförande använde skyttegravar och indirekt artillerield genom eldledare för att ge korrektioner. Bruket av Miniékulan tillsammans med räffling av gevärspipor ledde till att de allierades skotträckvidd och möjlighet att förorsaka skada hos motståndaren ökade. 
Krimkriget var också det första krig som dokumenterats fotografiskt. Roger Fenton sändes 1855 som officiell krigsfotograf och tog närmare 350 dagerrotypier från krigsskådeplatserna.

## Större händelser i kriget
- Vissa stridigheter skedde även på den ryska stillahavskusten, i Mindre Asien, Östersjön och Vita havet
- Krigets orsaker låg i den existerande rivaliteten mellan britterna och ryssarna över områden såsom Afghanistan. Konflikter om kontroll över heliga platser i Jerusalem ledde till konfrontationer i Balkan och omkring Dardanellerna.
- Större slag
  - Krossandet av den osmanska flottan vid Sinop - 30 november 1853;
  - Slaget vid Bomarsund - 21 juni 1854
  - Slaget vid Alma - 20 september 1854
  - Belägringen av Sevastopol  - 25 september 1854 till 8 september 1855
  - Slaget vid Balaklava - 25 oktober 1854 (se även Lätta brigadens anfall);
  - Slaget vid Inkerman - 5 november 1854;
  - Slaget vid Eupatoria, 17 februari 1855
  - Slaget vid Tjernajafloden (d.v.s. "Traktirbron") - 25 augusti 1855.
  - Belägringen av Kars, juni till 28 november 1855

- Krimkriget var det första krig där den elektriska telegrafen fick betydelse eftersom detta var det första krig som rapporterades i "realtid" till The Times av William Howard Russell och de brittiska generalernas oberoende från London begränsades på grund av de snabba kommunikationerna. Tidningsläsande spred information till allmänheten som aldrig tidigare.
- Florence Nightingale och Mary Seacole kom att utmärka sig för sina bidrag till den brittiska sjukvården under kriget.

## Framstående militära befälhavare
- Befälhavare från Kejsardömet Ryssland
  - Michail Dmitrijevitj Gortjakov
  - Ivan Feodorovitj Paskevitj
  - Pavel Stepanovitj Nachimov
  - Eduard Ivanovitj Totleben
  - Aleksandr Sergejevitj Mensjikov
- Brittiska befälhavare
  - Earlen av Cardigan
  - Lord Raglan
  - Sir Edmund Lyons
- Franska befälhavare
  - Jacques Leroy de Saint Arnaud
  - François Certain Canrobert
  - Patrice de Mac-Mahon
- Osmanska befälhavare
  - Abdulkerim Nadir Pasha
  - Omar Pasha

## Krimkriget i skönlitteratur
- Beryl Bainbridges roman Master Georgie är förlagd till Krimkriget.
- George MacDonald Frasers roman Flashman at the Charge (1986) är också förlagd till samma krig.
- Stephen Baxters roman Anti-Ice börjar med belägringen av Sevastopol, som dock drastiskt förkortas av ett nytt anti-is-vapen. Boken ställer frågan - vad skulle ha hänt ifall kärnvapen existerade på 1800-talet?
- Jasper Ffordes romanserie Thursday Next, däribland The Eyre Affair, är förlagda till ett alternativt England där Krimkriget ännu utkämpas.
- Lev Tolstoj skrev några korta sketcher om Sevastopols belägring som är samlade i Sevastobolsketcherna. Historierna berättar detaljerat om ryska soldaters och medborgares liv under belägringen. På grund av detta verk har Tolstoj kallats världens första krigskorrespondent.